# 环境承载力
环境承载力（英語：carrying capacity，也称环境容纳量、環境容受力）是在一个环境中，给定食物、棲息地、水和其他可用资源的情况下，该环境能够维持的物种的最大种群规模。环境承载力定义为环境的最大负荷，它在种群生态学中可对应出生个体数等于死亡个体数时（迁入和迁出同理）的种群平衡。环境承载力对种群动态的影响可用逻辑斯谛函数建模。环境承载力已应用于分析环境对于生态、农业和渔业能够支持的最大种群规模。这一概念曾应用于多种不同的过程，并在1950年代应用于人口极限的讨论。专指人类时，该概念称为环境人口容量，涵盖了可持续人口的概念。
在全球范围内，科学数据表明，人类生活超出了地球的承载力，而这种情形无法无限持续下去。相关证据在千禧年生態系統評估、生態足跡账户和地球限度研究中都得到了详细介绍。1972年出版的《增长的极限》一书发表了对全球极限的早期详细研究，引起了后续评论和分析。22位研究人员在2012年发表在《自然》期刊上的一篇综述表达了对地球生物圈可能“正在接近状态转移”的担忧。

## 起源
在种群动态方面，比利时数学家Pierre François Verhulst在1838年首次发表基于人口增长建模研究的方程，但当时并未明确使用“承载力”一词。
英文中“承载力”（carrying capacity）一词的起源尚不确定，有人认为它最初是在1840年代“国际航运的背景下”使用的，或者是在19世纪的实验室中的微生物实验中首次使用的。2008年的一篇文献综述发现，该词在英语中的首次使用是1845年美国国务卿向美国参议院提交的一份报告。然后，该词在1870年代成了生物学中普遍使用的术语，在1900年代初期的野生动物和家畜管理中得到了最大的发展。它已然成为生态学中的一个重要术语，用于定义与1950年代人口规模相关的自然系统的生物学极限。
新马尔萨斯主义者和優生學家在1950年代推广使用该词，用以描述地球可以支持的人口数。
Hadwen和Palmer（1923）将环境承载力定义为在一定时期内放牧而不破坏牧场的种群密度。
1933年，美国人奥尔多·利奥波德首次将其用于野生生物管理，一年后，湿地专家Paul Lester Errington也将其用于同一领域。两者以不同的方式使用该术语，利奥波德主要是使用其放牧的意义（承载力被用于指地域中允许存在的动物最高密度，区别于物种愿意生活其中的内在密度水平的“饱和水平”），而Errington将“承载力”定义为超出该水平后捕食会变“严重”的动物数量（该定义在很大程度上被拒绝，甚至被Errington本人）。尤金·P·奥德姆于1953年出版的重要且流行的生态学教科書《生态学基础》（Fundamentals of Ecology）推广了该概念，定义为人口增长逻辑斯谛模型的均衡值，即其现代意义。

## 数学

以逻辑斯谛增长曲线达到环境承载力

出生率减死亡率之差是自然增长率。如果特定生物的数量低于给定环境的承载力，则该环境可以支持正的自然增长；如果已经高于该阈值，则种群数量通常会减少。因此，环境承载力是环境可以支持的物种个体的最大数量。
由于各种因素，种群规模在超过承载力时会下降，这些因素可能包括空间不足、食物不足或光照条件不佳，具体情况取决于物种。环境承载力可能因物种而异。
在标准生态学代数中，如种群动态的简化Verhulst模型所示，承载力由常数K表示：
{\displaystyle {\frac {dN}{dt}}=rN\left(1-{\frac {N}{K}}\right)}
其中，
N为种群规模；
r为内禀增长率；
K为当地环境承载力；
dN/dt（N对时间t的导数）为种群规模随时间的变化率。
由此，该方程将种群规模N的增长率与当前种群规模联系起来，考虑了两个常数参数r和K的影响。字母K取自德语词（容量限制）。
以下方程是对原始Verhulst模型的变形：
{\displaystyle {\frac {dN}{dt}}=rN-\alpha N^{2}}
方程中，承载力K，即{\displaystyle N^{*}}，为
{\displaystyle N^{*}={\frac {r}{\alpha }}.}

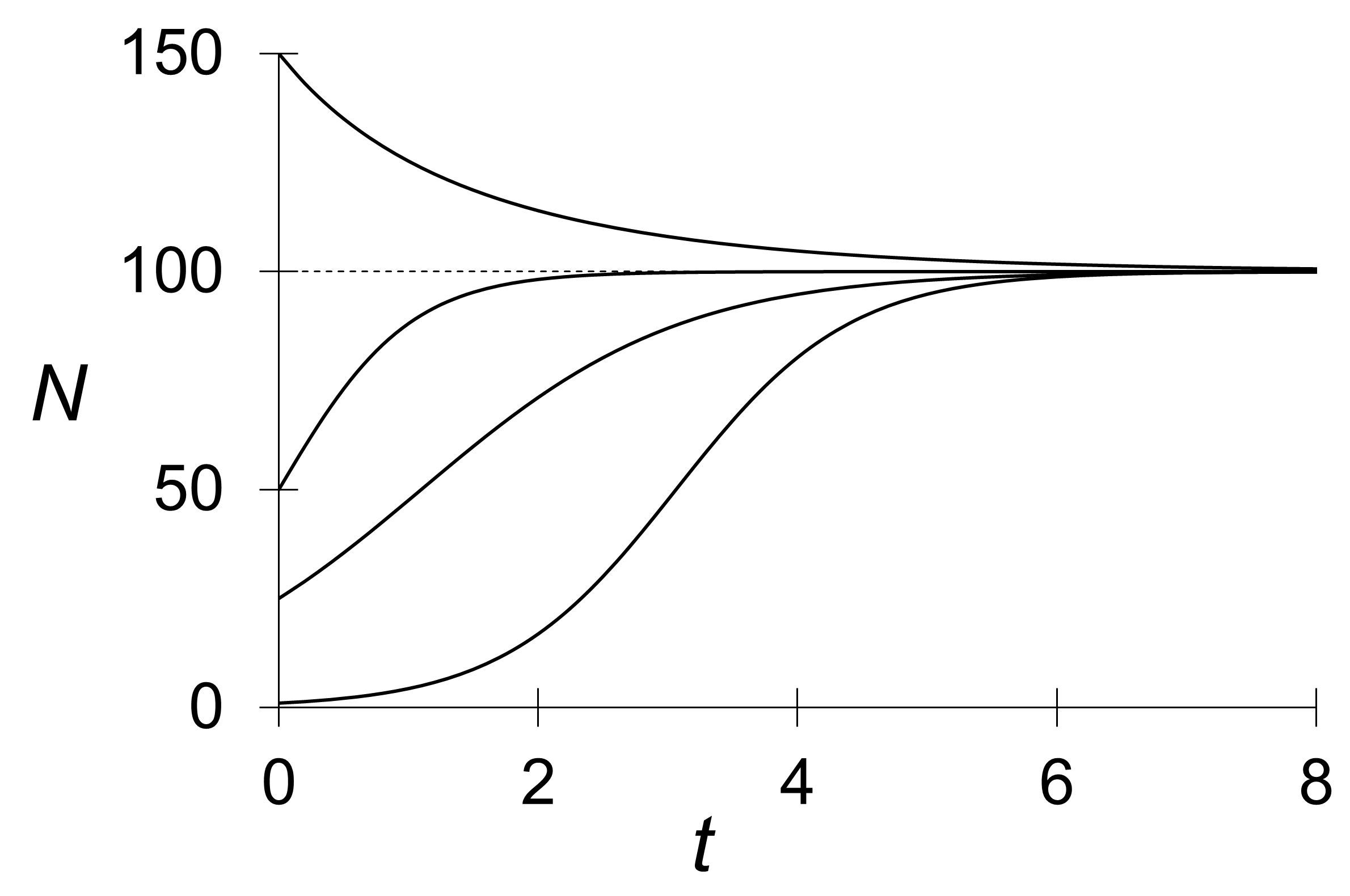
基于逻辑斯谛曲线模型的种群规模变化。规模在超过承载力时会下降，低于承载力时会增长。

将Verhulst模型绘制成图，则种群规模随时间的变化呈现S型曲线，在K处达到最高水平。这就是逻辑斯谛增长曲线，计算公式为：
{\displaystyle f(x)={\frac {L}{1+e^{-k(x-x_{0})}}},}
其中，
e为自然對數（欧拉数）底，
x0为S形曲线中点的x值，
L为曲线的最大值，
K为曲线的逻辑斯谛增长率或陡度，
{\displaystyle f(x_{0})=L/2}。
逻辑斯谛增长曲线描绘了种群增长率和环境承载力的相互关系。如逻辑斯谛增长曲线模型所示，当种群规模较小时，种群数量近似呈指数增长。然而，随着人口规模接近承载力，增长放缓并在K处达到零。
一个特定系统的环境承载力取决于一个限制因素，可能是可获得的食物、水、筑巢区域、空间或可以消纳的废物量。在资源有限的情况下，例如鯨落中的食骨蠕虫种群，或培养皿中的细菌，在资源耗尽后，种群曲线在K处达到最高点口会回落至零。而在资源能够不断补充的系统中，种群规模在K处达到平衡。
现时已有软件能够协助计算给定自然环境的承载力。

## 种群生态
环境承载力是生物学家在试图更深入了解生物种群及其影响因素时常用的方法。在处理生物种群时，承载力可以用作稳定的动态平衡点，同时考虑到绝灭率和定植率。在人口生物學中，逻辑斯谛增长假设人口规模在平衡值上下波动。
许多作者质疑该术语对实际野生种群是否有用。尽管在理论和实验室实验中有用，但环境承载力在测度野外环境中的种群极限时用处不大，因为它假定物种之间不存在相互作用。

## 农业
世界各地习惯使用不同的单位来计算农业的承载力。在澳大利亚，计算围场的承载力时可使用羊當量（DSE，“干”指未产奶）。1 DSE代表50 kg的未产奶、状态稳定的美利奴母羊。除了绵羊外，环境对其它牲畜的承载力也可使用DSE衡量。一只200 kg的英国品种断奶小牛，增重为0.25 kg/天时，相当于5.5 DSE，但如果相同体重的同类小牛增重0.75 kg/天，则相当于8 DSE。牛并不完全相同，其DSE会因品种、生长速度、体重、公母，以及斷奶、怀孕或处于哺乳期而改变。对农民而言，计算土地承载力有重要意义，这样他们才能控制在可持续的放养率。在英国，围场的承载力以LU（livestock units，牲畜单位）计量，但存在不同的计算方法。新西兰则使用LU、EE（ewe equivalents，母羊当量）或 SU（stock units，家畜单位）。在美国和加拿大，传统单位使用动物单位（animal units，AU）。法国/瑞士使用的单位是（UGB）。

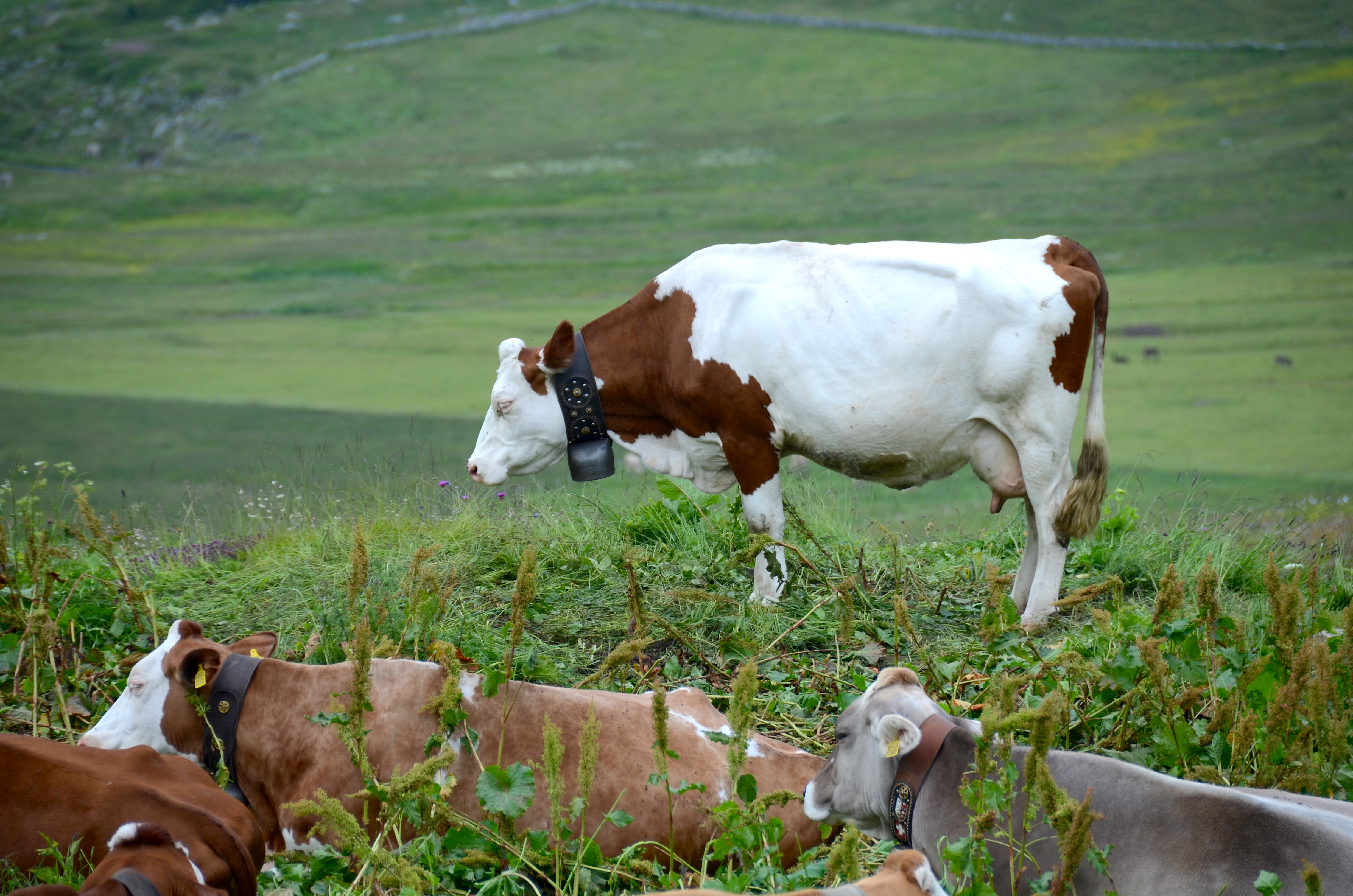
瑞士瓦莱州阿尔卑斯山的奶牛移牧

在瑞士等一些欧洲国家，牧场的承载力传统上以计量，1 等于4 （英尺）。更现代的欧洲单位是（GV或GVE），相当于500 kg活重的牛。在粗放農業中，常见的放养率为2 GV/ha；在集约化农业中，当放牧补充额外的饲料时，放养率可达5到10 GV/ha。在欧洲，平均放养率因国家/地区而异，2000年荷兰和比利时的放养率分别为3.82 GV/ha和3.19 GV/ha，周边国家的放养率约为1到1.5 GV/ha，更多的南欧国家的比率较低，西班牙的比率最低，为0.44 GV/ha。该单位也可以应用于自然区域。大型食草动物以大约1 GV/ha的速度吃草，在中欧草原被认为是可持续的（尽管这取决于许多因素）。在生态学中，理论上（即循环演替、斑块动态、wood-pasture假说）认为，野生动物0.3 GV/ha的压力就足以阻碍自然区域形成树林。由于不同物种有不同的生态位，例如马吃短草，牛吃长草，山羊或鹿更喜欢吃灌木，生态位分化使得区域对多物种群体的承载力略高于单一物种的情形。
联合国粮食及农业组织（FAO）给出了三个国际单位：FAO北美牲畜单位、FAO撒哈拉以南非洲牲畜单位，以及热带牲畜单位。
还有一种粗略估计围场承载力的方法，即简单地观察畜群的状况。在澳大利亚，评定牲畜状况的国家标准化系统是身体状况评分（body condition scoring，BCS）。状况极差的动物的BCS评分为0，非常健康的为5，动物评分可以取这两个数字之间0.25为增量的数值。必须对至少25只同类的动物评分，以提供具有统计代表性的数字，并且必须每月评分。如果平均值下降，就可能是由于放养率超过围场的承载力，或者饲料给得太少。该方法在确定放养率方面不如观察牧场本身那么直接，因为种群状况的变化可能滞后于牧场状况的变化。

## 渔业

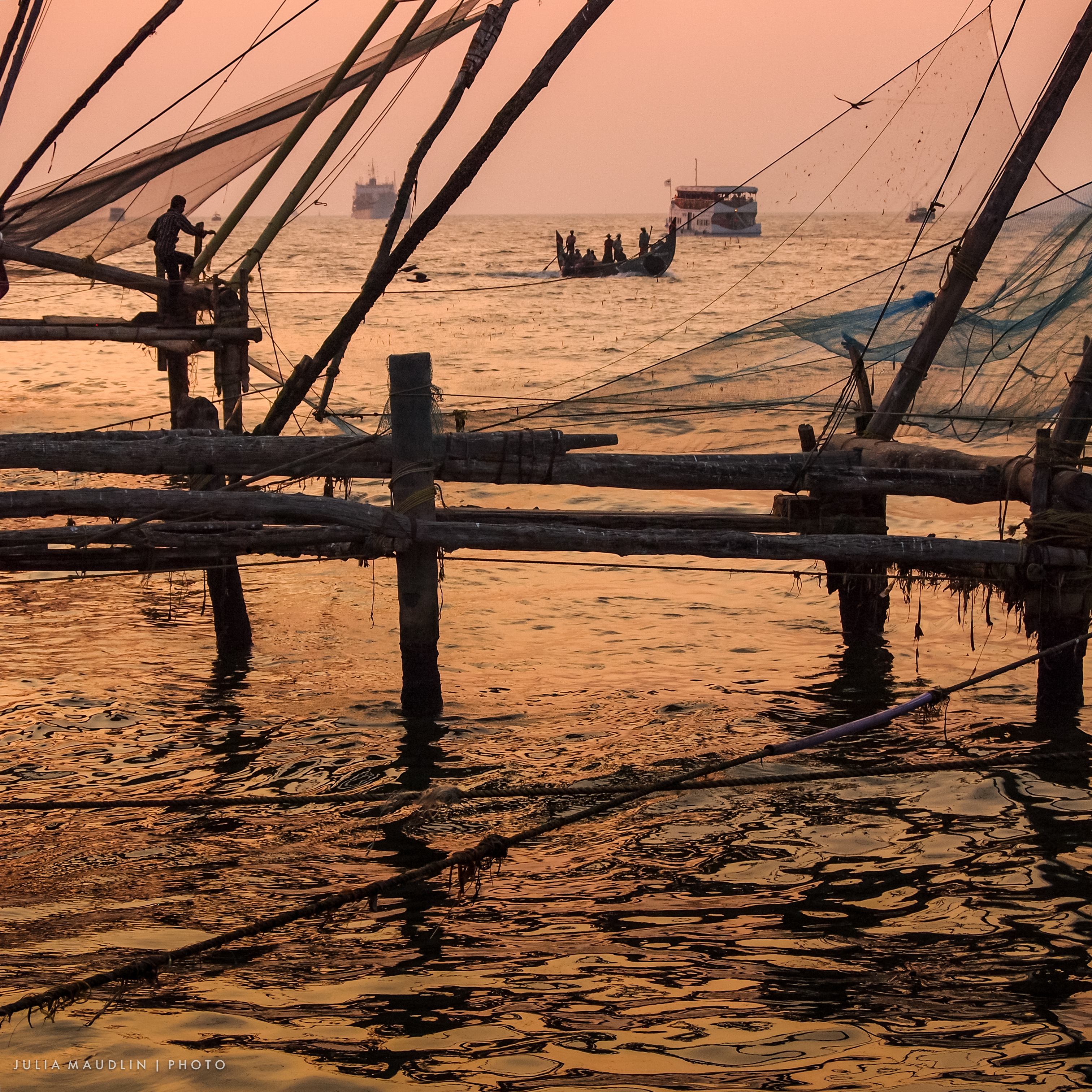
印度喀拉拉邦科钦日落时的一处渔场

渔业中，环境承载力可应用于计算漁業管理的持续渔获量的公式。最大持续渔获量（maximum sustainable yield，MSY）定义为“在平均环境条件下，从捕捞的种群（鱼群）中能够持续地渔获的最高平均渔获量”。它最初被计算为承载力的一半，但多年来一直有变动，现在一般视为种群数量的约30%，具体视乎物种或种群。当鱼群的个体数因捕捞而低于承载力时，根据Verhulst模型，数量会指数增长，小于或等于MSY时，所渔获的是种群的盈余产量，可以在不减少种群的均衡规模的情况下持续获取，使种群保持在最大补充状态（但是，年度捕捞可以看作是方程中r的修改，即环境已发生改变，这意味着每年捕捞下的平衡状态下，种群规模略低于没有捕捞时的K）。但须注意，从数学和实际角度来看，MSY是有问题的。如果计算出错，即使每年的渔获量只比MSY高一点，其种群动态也会令种群数量最终减少至零。环境的实际承载力在现实世界中可能是波动的，这意味着实际上，MSY可能每年都略有不同。其他相关的概念有最优持续渔获量（optimum sustainable yield）和最大经济产量（maximum economic yield），它们都是低于MSY的渔获量。

## 人类
随着气候变化成为一个更大的问题，环境人口容量已经从社会和自然科学转向政治辩论。目前，承载能力往往被认为是自然与人类之间的正常平衡。承载力取决于人口可用的自然资源量以及资源的需要量。当它开始使用时，它着眼于人类对环境或特定物种的影响。人类学对承载能力概念的批评是，它未能考虑人类与环境关系的多层次的细微差别。关于环境人口容量的讨论往往使用一个框架，它不公平地指责那些受气候变化和环境退化影响更严重的人群。格温贝·汤加研究项目（Gwembe Tonga Research Project，GTRP）是非洲的一项长期研究，以赞比西河上的卡里巴大坝的建设为研究案例，探索大规模发展对人口的影响。大坝的建造和随后在该地区发生的洪水令57,000人流离失所。旱年的增加，以及流离失所者加入已经有人定居的土地，给流离失所者带来了极大的不稳定，而他们则用亲属关系网络和救济粮应对资源稀缺。研究始于1956年，初定1962年结束，但研究人员选择无限期地继续，以更好地了解社区及其随时间的变化。人口因卡里巴水庫的开发而重新安置。一些村庄不得不选址在在新水坝下。六千人在卢西图定居，种族差异很大。该地区的干旱越来越频繁，且必然产生一些环境成本。然而，GTRP发现，这并未对生态产生不可避免的永久性破坏。1994年至1995年间，卢西图大旱，颗粒无收。然而第二年，人们迎来了丰收。虽然这对全体人口而言还不够，但已比其他年份要好。干旱使土壤得到休养，并使收成比往年更多。自1970年代铜业崩溃以来，当地经济一直在苦苦挣扎。
多年来，研究人员一直试图用数字来计量环境人口容量，但没有哪个模型适用于每个城镇、都市或国家。导致这种情况的一些问题如下：
1. 均衡假设
2. 难以测量食物量
3. 无法考虑口味和劳动量的偏好
4. 充分利用粮食资源的假设
5. 忽视景观异质性
6. 假设社区是孤立的
7. 未充分考虑短期和长期的变化
8. 未考虑生活水平

将环境承载力应用于人口时，应考虑这八个问题。环境人口容量假设存在一个均衡，但均衡不一定真正存在。食物来源也难以衡量。并非所有食物都始终可获得，何谓食物充足也有很大变数，因为卡路里可能比营养价值更重要，而且人类的偏好难以衡量。它还假设食物资源得到了充分利用，并未考虑到上述的偏好，未考虑文化禁忌、知识的缺乏。在何时何地投入劳动力也是可选择的，这可能有代际差异或因人群而异，因为需求和目标以不同方式影响优先事项。环境人口容量还假设整个景观是同质的，区域没有很大的变异，也没有微观世界。它还假设人口和群体是孤立的，忽略了亲属网络支持或迁移等行为。环境人口容量的其他问题包括它采用了历史观点，忽略了自然波动，也没有解决与人口息息相关的问题，例如生活水平。环境人口容量试图反映的人口均衡，实际上比简单应用该概念本身的分析，要更加多变和复杂。最近一些科学家认为，人类是不断适应的，因此没有任何极限可以完全消灭他们。另一些人则认为，人类过度使用资源会降低整体的承载力。

## 延伸阅读
- Kin, Cheng Sok, et al. "Predicting Earth's Carrying Capacity of Human Population as the Predator and the Natural Resources as the Prey in the Modified Lotka-Volterra Equations with Time-dependent Parameters （页面存档备份，存于）." arXiv preprint arXiv:1904.05002 (2019).